# Billy Preston
William Everett „Billy“ Preston (2. září 1946 – 6. června 2006) byl americký pianista a klávesista, který na sebe nejdříve upozornil svou spoluprací s The Beatles, The Rolling Stones, Samem Cookem nebo Rayem Charlesem. Později se uplatnil jako sólový umělec s hity jako „Space Race“, „Will It Go Round In Circles“ a „Nothing From Nothing“.
Podílel se na nahrávání skladby „Get Back“, který vystoupal až na vrchol americké i britské singlové hitparády. Jako autoři jsou uvedeni The Beatles s Billym Prestonem.
V roce 2002 podstoupil transplantaci ledviny. Jeho zdravotní stav se však zhoršoval, zemřel v roce 2006.

## Problémy se zákonem

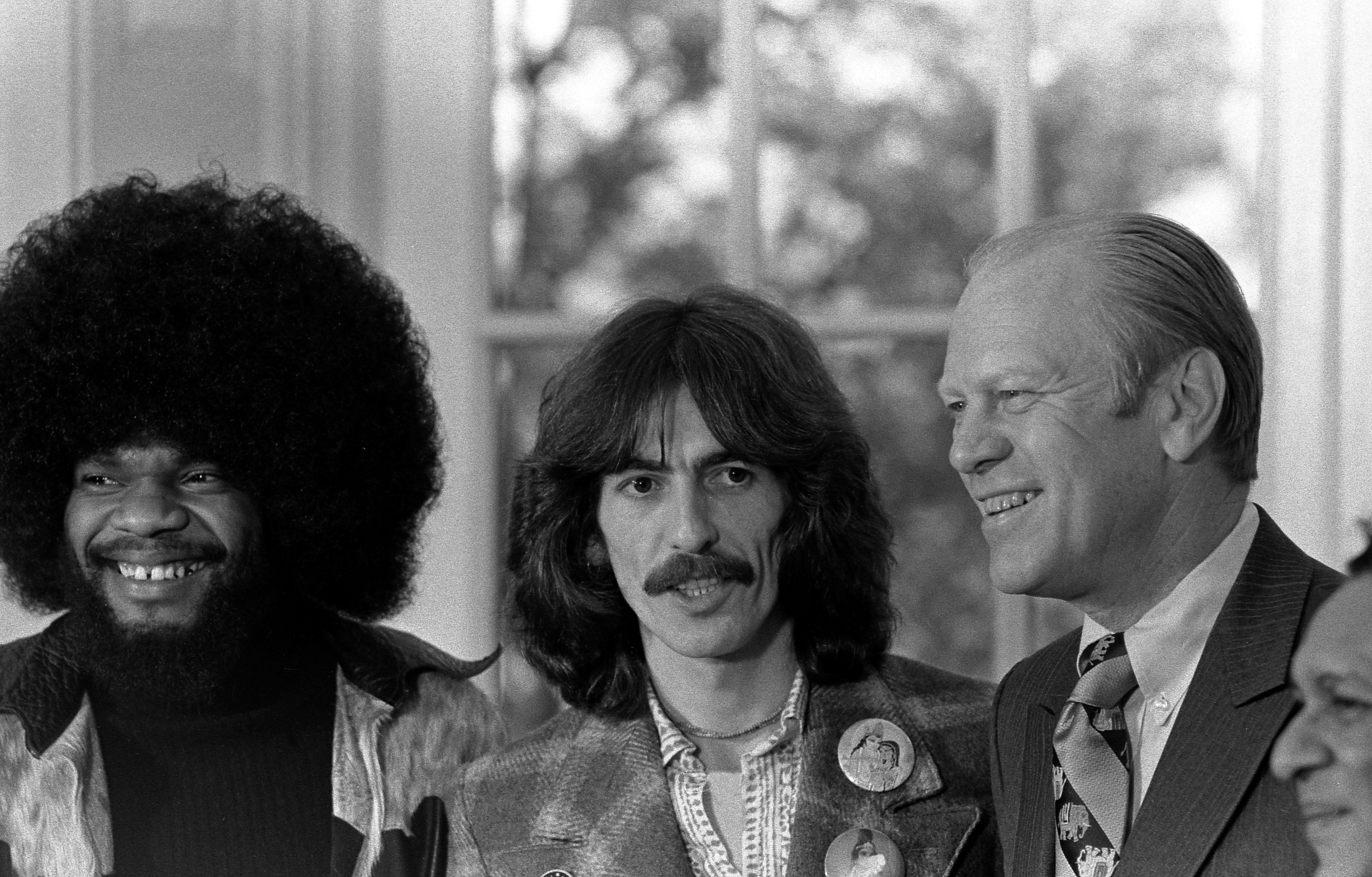
Billy Preston, George Harrison, Gerald Ford a Ravi Shankar v Bílém domě, 1974

V roce 1991 byl zatčen a odsouzen za pojistný podvod, kdy si sám zapálil svůj dům v Los Angeles. Také se několikrát léčil ze závislosti na alkoholu a kokainu. V roce 1991 byl také zatčen za znásilnění šestnáctiletého mexického chlapce. Navíc drogové testy u něj zjistily přítomnost kokainu v těle. Byl odsouzen k devíti měsícům pobytu v protidrogové léčebně a třem měsícům domácího vězení.
Své problémy ale překonal a následně vyjel na koncertní turné s Ericem Claptonem a spolupracoval s celou řadou dalších umělců. Zahrál si také na živém albu Ringo Starra a jeho All-Starr Bandu z roku 1990. Po smrti pianisty Stana Szelesta v roce 1991 dostal nabídku, aby ho nahradil ve skupině The Band. Se skupinou sice odehrál koncertní turné, ale jeho problémy se zákonem vedly k vyhození z kapely ještě předtím, než společně stihli natočit desku.